# 구리코마촌
구리코마촌(栗駒村)은 일본 미야기현 구리하라군에 있던 촌이다. 현재의 구리하라시에 해당한다. 또한 2005년까지 존재했던 구리코마 정은 1955년 신설 합병에 의해 성립한 것으로, 본촌과는 관련이 없는 자치체이다.

## 연혁
- 1889년 4월 1일 - 정촌제 시행에 의해 누마쿠라 촌, 마쓰쿠라 촌과 합병해 성립하였다.
- 1955년 4월 1일 - 이와가사키정 오마쓰촌 도야사키촌 몬지촌 및 히메마쓰촌의 일부를 합병해 구리코마정이 되었다.

## 참고서적
- 가도카와 일본 지명 대사전